# Metal Mean Festival
Le Metal Méan Festival est un festival de musique metal extrême organisé dans le village belge de Méan, en province de Namur. Organisé pour la première fois en 2005, le festival connu dix-sept éditions jusqu'en 2022.
De nombreux groupes renommés ont pu jouer au festival, tels que Kataklysm, Destruction, Mayhem, Finntroll, Nile, Enslaved, Epica, Bloodbath, Demolition Hammer ou Dark Angel.

## Années 2000

### Édition 2005
La première édition a eu lieu le 9 juillet 2005, avec la programmation suivante :
- In-Quest — Progressive death metal
- Kronos — Brutal death metal
- Natron — Technical death metal
- Mordagor — black metal
- Pitbulls In The Nursery — Progressive/Technical death metal
- Excavated — death metal
- Emptiness — Black/death metal
- Neverlight Horizon — death metal
- Catharrhal — death metal
- Blow Up — Melodic Death/black metal
- Livor Mortis — black metal
- Gargaryss — death metal
- Alasthor — black metal
- Nokturnal — Death/black metal

### Édition 2006
La deuxième édition a eu lieu le 21 et 22 juillet 2006, avec la programmation suivante :
21 juillet :
- Hellesbelles (Reprise d’AC/DC)
- Manster (Reprise de Metallica)
- Moonchild (Reprise d’Iron Maiden)

22 juillet :
- Destruction — Legend thrash metal
- Epica — Symphonic Power/Gothic Metal
- Skeptical Minds — Gothic Metal
- Wine Spirit — Traditional Heavy Metal
- Anachronia — Melodic Progressive Metal
- Shah Mat — Female Rock
- Thurisaz — Atmospheric Death black metal

Concours :
- Emeth (hors compétition)
- Bursting
- All of them
- Rant your Ashe
- Traits of Metal

The Red Print Jesus Project et Dylath-Leen ont dû annuler.
Le concours a dû être reporté au 9 décembre à L'Atelier Rock (Huy).
Le groupe en gras a gagné au concours le prix du public et jouera l'année suivante au festival.
Le groupe en italique a gagné au concours le prix du jury et recevra 250 € de matériel chez Rockamusic.

### Édition 2007
La troisième édition a eu lieu le 21 juillet 2007, avec la programmation suivante :
- Grave — death metal
- Enthroned — black metal
- Melechesh — Middle Eastern Black/death metal
- Necrophobic — death metal
- Månegarm - Viking black metal
- Penumbra — Gothic Metal
- Destinity — Thrash death metal
- Bursting (gagnant du concours de l'édition 2006) — Thrash/death metal

Concours :
- Dismal
- Sanity's Rage
- Perverse Bat
- Fallen

### Édition 2008
La quatrième édition a eu lieu le 19 juillet 2008, avec la programmation suivante :
- Belphegor — Death/black metal
- Hatesphere — Modern Death/thrash metal
- Setherial — black metal
- Hate — Death/black metal
- The Monolith Deathcult — Atmospheric death metal
- Aes Dana — Celtic black metal
- Izegrim — Thrash/death metal
- Dismal (gagnant du concours de l'édition 2007) — Progressive death metal

Concours :
- Innerfire
- Malevolentia
- My Raven
- Aktarum

### Édition 2009
La cinquième édition a eu lieu le 22 août 2009, avec la programmation suivante :
- Finntroll — Humppa Folk Metal
- Septic Flesh — Atmospheric death metal
- Taake — black metal
- Hate Eternal — death metal
- Demonical — death metal
- Carach Angren — Symphonic black metal
- D.A.M.N. — death metal
- Innerfire (gagnant du concours de l'édition 2008) — Dark Death

Concours (10h00 – 14h00) :
- Dead Episode
- Black Bleeding
- Desakralized
- B.O.R.G.I.A

## Années 2010

### Édition 2010
La sixième édition a eu lieu les 20 et 21 août 2010, avec la programmation suivante :
20 août (21h00 – 02h00) :
- High Voltage (Reprise d'AC/DC)

21 août (13h30 – 01h00)
- Mayhem — black metal
- Rotting Christ — Black/Gothic Metal
- Macabre — Murder Metal
- Orphaned Land — Middle Eastern Folk Metal
- Thyrfing — Viking/black metal
- Devourment — Brutal death metal
- Sadist — Progressive death metal
- Onheil — black metal
- Black Bleeding (gagnant du concours de l'édition 2009) — Black death metal

Concours (10h30 – 13h30) :
- Damarus
- Mehtnakriss
- Pestifer
- Satyrus

Exceptionnellement cette année, et pour ne pas décevoir les festivaliers de l'annulation de Deströyer 666, les organisateurs ont décidé de remplacer ce co-headliner par deux groupes de milieu d'affiche (Sadist et Thyrfing).

### Édition 2011

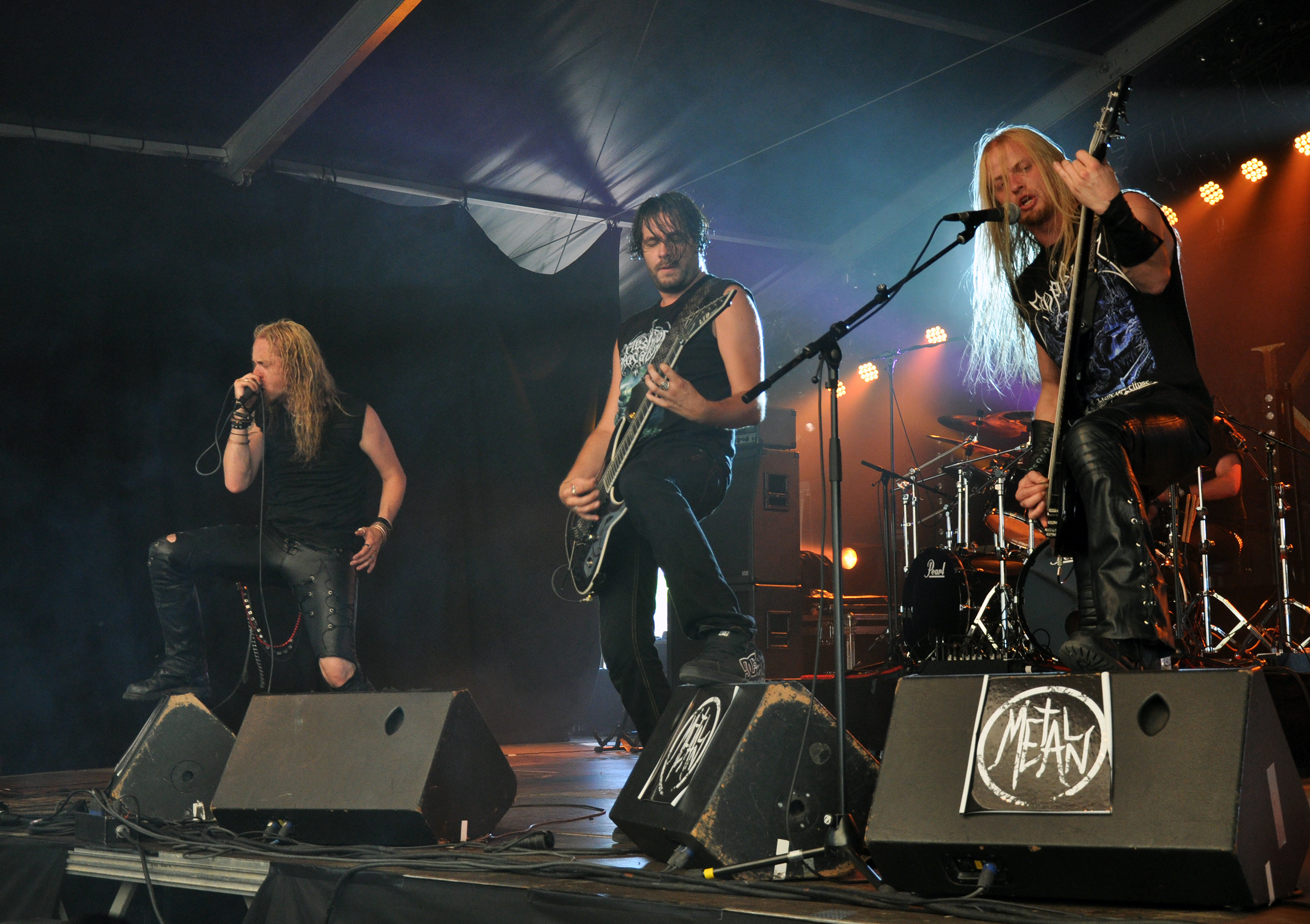
Keep of Kalessin en 2011

La septième édition a eu lieu les 19 et 20 août 2011, avec la programmation suivante :
19 août (20h00 – 00h00)
- Bouldou And The Sticky Fingers (Cover des Rolling Stones)

20 août (12h00 – 02h00)
- Kataklysm — death metal
- Enslaved — Progressive Metal
- Aborted — Brutal death metal
- Keep of Kalessin — Extreme Epic Metal
- Urgehal — black metal
- Dark Fortress — Melodic black metal
- Helrunar — Pagan black metal
- Pestifer (gagnant du concours de l'édition 2010) — Technical death metal
- Urzamoth — Black/thrash metal
- Catarrhal — death metal

Depuis cette édition, l'organisation a décidé d'abandonner le concours, elle a donc choisi de le remplacer par une nouvelle formule. Celle-ci permet à deux groupes belges (un wallon et un flamand) de participer en début de festival. Ces deux groupes sont sélectionnés par une personne professionnelle et extérieure de l'organisation du Metal Méan.
Immolation et Atheist ayant annulé leur tournée européenne, ils ont été remplacés par Kataklysm et Aborted.

### Édition 2012
La huitième édition a eu lieu les 17 et 18 août 2012, avec la programmation suivante : 
Vendredi 17 août : 
- Mind2Mode (Cover de U2, Simple Minds et Depeche Mode)

Samedi 18 août : (10h30 – 00h35)
- The Devil's Blood — Occult rock
- Nile — Brutal/Technical death metal
- Immolation — death metal
- Taake — black metal
- Gorguts — Technical death metal
- Krisiun — death metal
- Celestial Season — Doom/death metal
- Farsot — black metal
- Chaos Invocation — black metal
- Gorath — Progressive black metal
- Ackros — Progressive death metal

Exclusivement, Celestial Season joue en intégralité son deuxième album, Solar Lovers.
Le concert de Gorath est le dernier du groupe en Wallonie.
Ackros a reçu le prix du Metal Méan lors du Concours-Circuit 2011 et participe donc au festival.

### Édition 2013
La neuvième édition a eu lieu le 17 août 2013, avec la programmation suivante :
- Dying Fetus — Death metal
- Marduk — Black Metal
- Anaal Nathrakh — Grindcore/black metal
- Deströyer 666 — Black/thrash metal
- The Ruins of Beverast — Atmospheric Doom/Black Metal
- Decrepit Birth — Technical death metal
- Tribulation — Death Metal
- Degial — Death Metal
- Year of the Goat — Occult Rock
- Saille — Symphonic metal
- Exuviated — death metal

Les Suédois de Degial remplace Nachtmystium qui a annulé toute sa tournée européenne. 
The Ruins of Beverast joue en After-Party à 23h45.

### Édition 2014
La dixième édition a eu lieu le 23 août 2010, avec la programmation suivante :
- Coroner
- Nifelheim
- Aeternus
- Malevolent Creation
- Inquisition
- Dead Congregation
- Obliteration
- Ascension
- Avatarium
- Possession

### Édition 2015
La onzième édition a eu lieu le 22 août 2015, avec la programmation suivante :
- Sodom
- Revenge
- Midnight
- Grand Magus
- Krisiun
- Necros Christos
- Drowned
- Nervosa

### Édition 2016
La douzième édition a eu lieu le 20 août 2016, avec la programmation suivante :
- Samael
- Blasphemy
- Demilich
- Entombed A.D.
- Irkallian Oracle
- LVTHN
- Reveal
- Sigh
- Vektor

### Édition 2017
La treizième édition a eu lieu le 19 août 2017, avec la programmation suivante :
- Angelcorpse
- Archgoat
- Batushka
- Goat Torment
- Possessed
- Suffocation
- Uada
- Ulcerate
- Vital Remains

### Édition 2018
La quatorzième édition a eu lieu le 18 août 2018, avec la programmation suivante :
- Auðn
- Convulse
- Cult Of Fire
- Messiah
- Pillorian
- Sadistic Intent
- Toxic Holocaust
- Vader
- Wiegedood

### Édition 2019
La quinzième édition a eu lieu le 17 août 2019, avec la programmation suivante :
- Bloodbath
- Primodial
- Asphyx
- Au-dessus
- Incantation
- Midnight
- Tormentor
- Vomitory
- Zuriaake

## Années 2020

### Édition 2021
L'édition 2020 ayant été annulée à cause des restrictions liées à la pandémie du coronavirus, la seizième édition du festival n'aura lieu que le samedi 21 août 2021, avec la programmation suivante :
- Doodswens (qui remplace le groupe Nekrovault, initialement prévu)
- Butcher
- Sulphur Aeon
- Wiegedood
- Sabathan
- Misþyrming
- Bolzer
- Sodom
- Triumph of Death

Cette édition devait être la dernière du Métal Méan Festival, mais l'annulation de nombreux groupes a incité le festival à organiser une dernière édition, en 2022, avec une grande partie des groupes prévus pour la seizième édition.

### Édition 2022
La dix-septième et dernière édition a eu lieu le 20 août 2022. On retrouve dans la programmation de nombreux groupes initialement prévu pour 2020 et 2021 :
- Nekrovault
- Konvent
- Imperial Triumphant
- Nunslaughter
- Mortuary Drape
- Carnation (qui remplace le groupe Obscura, initialement prévu)
- Demolition Hammer
- Dark Angel
- Inferno